# São Miguel (Vila Franca do Campo)
São Miguel é uma freguesia portuguesa do município de Vila Franca do Campo, na ilha de São Miguel, Região Autónoma dos Açores, com 19,47 km² de área e 2486 habitantes (censo de 2021). A sua densidade populacional é 127,7 hab./km².
É a freguesia mais importante do município, onde se encontram a maior parte dos serviços, comércio e a câmara municipal.
Com lugares desta freguesia foi criada pelo Decreto Regional nº 24/A/80, de 15/09/1980, a freguesia de Ribeira das Tainhas e, pelo Decreto Legislativo Regional n.º 26/2002/A, de 10 de Julho, a freguesia de Ribeira Seca (Vila Franca do Campo).

## Demografia
A população registada nos censos foi:
| Distribuição da População por Grupos Etários | Distribuição da População por Grupos Etários | Distribuição da População por Grupos Etários | Distribuição da População por Grupos Etários | Distribuição da População por Grupos Etários |
| -------------------------------------------- | -------------------------------------------- | -------------------------------------------- | -------------------------------------------- | -------------------------------------------- |
| Ano                                          | 0-14 Anos                                    | 15-24 Anos                                   | 25-64 Anos                                   | > 65 Anos                                    |
| 2001                                         | 974                                          | 757                                          | 1846                                         | 470                                          |
| 2011                                         | 462                                          | 375                                          | 1441                                         | 381                                          |
| 2021                                         | 348                                          | 290                                          | 1396                                         | 452                                          |

### Eleições Junta de Freguesia[5]
| Data | %       | M       | %  | M     | Participação |   |                |
| Data | PPD/PSD | PPD/PSD | PS | PS    | Participação |   |                |
| ---- | ------- | ------- | -- | ----- | ------------ | - | -------------- |
| Data | 2021    | 49.63   | 5  | 47.16 | Participação | 4 | 48,03 / 100,00 |